# 高教大躍進
高教大躍進，是指中華人民共和國在1958年大躍進期間，中國各大學發起的“學術大躍進”。北京大學中文系的師生僅在35天內寫出一部78萬字的《中國文學史》，生物系的學生在40天內編出一本《河北省植物誌》。